# 联合研究院站
联合研究院站是一个位于中国天津市滨海新区泰达街道天津经济技术开发区洞庭路，属于天津地铁天津开发区导轨电车1号线的导轨电车站，并已停运。

## 車站結構
车站为地面站，设有1个岛式站台。该站得名于附近的天津国际生物医药联合研究院。